# Nanoplectrus truchanasi
Nanoplectrus truchanasi är en nattsländeart som beskrevs av Arturs Neboiss 1977. Nanoplectrus truchanasi ingår i släktet Nanoplectrus och familjen Plectrotarsidae. Inga underarter finns listade i Catalogue of Life.